# Johann Christian Bock
Johann Christian Bock (* 1724 in Dresden; † 1785 ebenda) war ein deutscher Schriftsteller und Dramatiker.

## Leben und Wirken
Bock ging 1772 als Theaterdichter zur Ackermannschen Gesellschaft nach Hamburg und kehrte 1778 nach Dresden zurück, wo er fortan hauptsächlich für die Bondinischen Gesellschaft arbeitete. Daneben wirkte er auch als Bühnenschriftsteller. 

## Werke (Auswahl)
- Für das deutsche Theater Bd. 1–2, 1770–1771.
- Die deutschen Lustspiele. 1773.
- Vermischtes Theater der Ausländer. Bd. 1–4, 1778–1781.
- Komische Opern der Italiener. Bd. 1–2, 1781.
- Das Mädchen im Eidithale. Lustspiel. 1785.